# 1923-as NFL-szezon
Az 1923-as NFL-szezon volt a National Football League 4. szezonja. Ez volt az első alkalom, hogy minden NFL-tag kiállított csapatot a bajnokságra. 3 új csapat lépett be: a Duluth Kelleys, a St. Louis All Stars, és a Cleveland Indians. Az Evansville Crimson Giants kilépett.
Az NFL-t az 1922-es szezon után ismét a Canton Bulldogs nyerte meg 11-0-1-es eredményt produkálva.

## Végeredmény
GY = Győzelmek, V = Vereségek, D = Döntetlenek, SZ= Győzelmi százalék (Győzelmek/Győzelmek+Vereségek)
Megjegyzés: 1972-ig a döntetleneket nem számolták bele az végeredménybe.
| Team                     | W  | L  | T | PCT   |
| ------------------------ | -- | -- | - | ----- |
| Canton Bulldogs          | 11 | 0  | 1 | 1.000 |
| Chicago Bears            | 9  | 2  | 1 | .818  |
| Green Bay Packers        | 7  | 2  | 1 | .778  |
| Milwaukee Badgers        | 7  | 2  | 3 | .778  |
| Cleveland Indians        | 3  | 1  | 3 | .750  |
| Chicago Cardinals        | 8  | 4  | 0 | .667  |
| Duluth Kelleys           | 4  | 3  | 0 | .571  |
| Buffalo All-Americans    | 5  | 4  | 3 | .556  |
| Columbus Tigers          | 5  | 4  | 1 | .556  |
| Racine Legion            | 4  | 4  | 2 | .500  |
| Toledo Maroons           | 3  | 3  | 2 | .500  |
| Rock Island Independents | 2  | 3  | 3 | .400  |
| Minneapolis Marines      | 2  | 5  | 2 | .286  |
| St. Louis All Stars      | 1  | 4  | 2 | .200  |
| Hammond Pros             | 1  | 5  | 1 | .167  |
| Dayton Triangles         | 1  | 6  | 1 | .143  |
| Akron Pros               | 1  | 6  | 0 | .143  |
| Oorang Indians           | 1  | 10 | 0 | .091  |
| Louisville Brecks        | 0  | 3  | 0 | .000  |
| Rochester Jeffersons     | 0  | 4  | 0 | .000  |